# Мішель Андрйо
Мішель Андрйо (фр. Michel Andrieux, 28 квітня 1967) — французький академічний веслувальник.
Олімпійський чемпіон 2000 року в складі розпашної двійки без стернового, бронзовий призер 1996 року в складі розпашної двійки без стернового, учасник 1992 року.